# Aksent
株式會社Aksent（日語：株式会社アクセント）是一家位於日本東京都中央區入船的聲優、旁白經紀公司。

## 概要
1987年（昭和62年）5月28日成立。另有附屬養成所Shine（也有遠程通信課程）以培養新人，成立於1999年1月，所長由聲優一龍齋春水（麻上洋子）就任。
2012年1月10日，公司總部搬到現在地址。

## 所屬聲優

### 男性
| 行 - 青木強 - 赤井壽太郎（預留） - 安宅誠 - 荒木壽茂 - 有澤俊浩 - 岩城泰司 - 浦田優 - 大森章督 - 大山尚雄 行 - 影平隆一 - 風間勇刀 - 勝田直樹（預留） - 加藤亮夫 - 北村昭久 - 黑田弦李（預留） - 高坂宙 - 小林克則 | 行 - 齊藤正 - 齋藤凌 - 阪口周平 - 坂詰貴之 - 佐佐木健 - 佐藤健輔 - 佐藤弘志 - 下川涼 - 杉山大 - 鈴木正和 - 關口雄吾 - 園田泰隆 - 蘇武健治 行 - 平拳 - 高瀨右光 - 立岡耕造 - 田中一永 - 玉木雅士 - 藤翔平 | 行 - 中川慶一 - 成田浬（預留） - 西健亮 行 - 林家運平（預留） - ·A·（預留） - 星光明 - 堀田進一 - 堀江一真 行 - 前川建志 - 宮林康 - 宮本克哉 - 茂垣周平 | 行 - 山田浩貴 - 山本滿太 - 吉岡文夫 行 - 涼賢（預留） - 渡邊克己 - 渡部俊樹 |

### 女性
| 行 - 青木邦枝 - 朝岡直美 - 安達麻里 - AYUKO（預留） - 市邑咲 - 一龍齋春水（麻上洋子） - 一色令子 - 井本惠 - 上田星子 - 上本瑞季 - 宇野千尋（預留） - 榎本祥子 - 鬼丸禎子 | 行 - 片山加奈 - 加藤沙織 - 金澤舞 - 川瀨晶子 - 栞菜 - 菊地瞳 - 木村香央里 - 工藤夕希 - 河野牧子 - 小林梢 - 古俣有紀枝 - 後藤波 行 - 齋暢子（預留） - 齋藤恵理 - 笹森亞希 - 佐藤佑子 - 椎名倫子 - 島田夏美 - 清水理沙 - 城間章子（預留） - 杉山藍理 - 鈴宮早織 - 空見雪 | 行 - 大黑優美子 - 高月希海 - 田代留海 - 田尻佳代 - 種市桃子 - 出口沙樹（預留） 行 - 中上育實 - 中司優花 - 中山依里子 - 西島麻紘 - 新田夕華 行 - 橋爪紋佳 - 塙英子 - 平田繪里子 - 平塚未玖 - 廣瀨有香（預留） | 行 - 宮島惠美 - 村田博美 行 - 山口真弓 - 山市津香 - 山田唯菜 - 吉澤希梨 行 - 涌澤利香 - 渡邊廣子 - 渡部真子 |

## 過往所屬聲優

### 男性
- 石塚運昇（移籍青二Production之後於在籍中死去）
- 石塚堅
- 伊藤榮次（日语：伊藤栄次）（現所屬：Plandas（日语：プランダス））
- 宇佐美航（日语：うさみ航）（舊藝名：宇佐美貴之，現所屬：Wonder Space）
- 遠藤圭一郎（日语：遠藤圭一郎）
- 川中子雅人（日语：川中子雅人）（現所屬：Production Ace）
- 近藤隆幸（現所屬：Artist-crew（日语：アーティストクルー））
- 櫻庭裕士（現所屬：Herring-bone（日语：ヘリンボーン））
- 田中哲司（現所屬：鈍牛倶樂部（日语：鈍牛倶楽部））
- 谷昌樹（日语：谷昌樹）（現所屬：青二Production）
- 成田劍（自由職業）
- 乃村健次（現所屬：青二Production）
- 橋本晃一（自由職業、合同會社海風（日语：海風 (企業)）（業務委託））
- 林理幹（日语：林理幹）
- 丸山純路（日语：丸山純路）（現所屬：Production baobab）
- 三田松五郎（日语：三田松五郎）

### 女性
- 阿川涼（日语：阿川りょう）
- 秋山照子（移籍81 Produce之後於在籍中死去）
- 淺木舞（日语：浅木舞）（自由職業）
- 雨宮一美（日语：雨宮かずみ）（引退）
- 井上奈苗（日语：井上奈苗）
- 岡田純子（自由職業）
- 岡田陽子（現所屬：株式會社UPANDUPS（页面存档备份，存于））
- 小口久仁子（日语：小口久仁子）（現所屬：Production-tanc（日语：プロダクション・タンク））
- KAORI
- 香川葉月（日语：香川葉月）
- 心木穗乃香（自由職業）
- 志田有彩（現所屬：大澤事務所）
- 鈴木佑梨（舊藝名：鈴木勤子，現所屬：Production-tanc、Voice Works（日语：ボイスワークス））
- 高梁碧（現所屬：Kenyu Office）
- 髙梨愛（現所屬：Stardas21（日语：スターダス・21））
- 樽田惠利（日语：タルタエリ）
- 津村真琴（現所屬：青二Production）
- 寺依沙織（現所屬：Mausu Promotion）
- 德光由禾（日语：徳光由禾）（自由職業）
- 野濱玉子（日语：野浜たまこ）
- 萩谷麻理奈（現所屬：Jac in production）
- 葉月繪理乃
- 花島彩花（日语：花島あや花）
- 平野文（現所屬：青二Production）
- 福田晃子（現所屬：Office KR（日语：オフィスケイアール）、Voice Works）
- 松浦近美（現所屬：gusuto de piro主宰）
- 松來未祐（移籍81 Produce之後於在籍中死去）
- 松本美和（日语：松本美和）（自由職業）

## 外部連結
- 株式會社Aksent公式官網（页面存档备份，存于） （日語）
- 附屬養成所Shine（页面存档备份，存于）官方網站 （日語）